# Zakaria El Fakir
Pour le chef d’entreprise marocain, voir Adel El Fakir.
Pas d'image ? Cliquez ici

a Compétitions nationales et continentales officielles uniquement.

b Matchs officiels uniquement.
Dernière mise à jour le 22 mai 2023.
Zakaria El Fakir, né le 29 janvier 1997, est un joueur français de rugby à XV jouant au poste de pilier droit ou gauche à Biarritz depuis 2021.

## Carrière

### En club
Zakaria El Fakir commence le rugby au Stade piscenois en 2008, avant de rejoindre le centre de formation de l'AS Béziers en 2012.
Il commence sa carrière professionnelle lors de la saison 2016-2017 de Pro D2 avec son club formateur. En trois saisons avec Béziers, il dispute 36 matches de championnat et inscrit 1 essai.
En 2019, il rejoint le centre de formation de l'Union Bordeaux Bègles. Il fait ses premières minutes en Top 14 lors de la saison 2019-2020 avec le club girondin.
En février 2021, il est prêté au SU Agen jusqu'à la fin de la saison afin de compenser les nombreuses blessures dans la première ligne agenaise. À l'issue de la saison, il s'engage pour trois ans au Biarritz olympique, tout juste promu en Top 14, avant de prolonger pour trois saisons supplémentaires en 2024.

### En équipe nationale
Zakaria El Fakir participe à la Coupe du monde de rugby des moins de 20 ans en 2017 avec l'équipe de France des moins de 20 ans. Il dispute 4 matches durant la compétition en tant que titulaire.

## Statistiques
| Saison             | Club                  | Championnat | Championnat | Championnat | Coupe d'Europe     | Coupe d'Europe | Coupe d'Europe |
| Saison             | Club                  | Compétition | Matches     | Essais      | Compétition        | Matches        | Essais         |
| ------------------ | --------------------- | ----------- | ----------- | ----------- | ------------------ | -------------- | -------------- |
| 2016-2017          | AS Béziers            | Pro D2      | 8           | -           |                    |                |                |
| 2017-2018          | AS Béziers            | Pro D2      | 19          | 1           |                    |                |                |
| 2018-2019          | AS Béziers            | Pro D2      | 9           | -           |                    |                |                |
| Sous-total Béziers | Sous-total Béziers    | Pro D2      | 36          | 1           |                    |                |                |
| 2019-2020          | Union Bordeaux Bègles | Top 14      | 1           | -           | Challenge européen | 2              | -              |
| 2020-2021          | Union Bordeaux Bègles | Top 14      | 1           | -           | Champions Cup      | 1              | -              |
| Sous-total UBB     | Sous-total UBB        | Top 14      | 2           | 0           | Coupes d'Europe    | 3              | 0              |
| 2020-2021          | SU Agen               | Top 14      | 3           | -           | Challenge européen | -              | -              |
| Sous-total Agen    | Sous-total Agen       | Top 14      | 3           | 0           | Challenge européen | 0              | 0              |
| Total              | Total                 | Total       | 41          | 1           | Coupes d'Europe    | 3              | 0              |